# Caladenia elegans
Espèce
Synonymes
- Calonema elegans (Hopper & A.P.Br.) D.L.Jones & M.A.Clem., Orchadian 13: 454 (2002)
- Calonemorchis elegans (Hopper & A.P.Br.) D.L.Jones & M.A.Clem., Orchadian 14: 35 (2002)
- Jonesiopsis elegans (Hopper & A.P.Br.) D.L.Jones & M.A.Clem., Orchadian 14: 181 (2003)

Statut de conservation UICN

 VU  : Vulnérable
Caladenia elegans est une espèce de plantes à fleurs de la famille des Orchidaceae (les orchidées) trouvée en Australie.

## Répartition et habitat
Cette espèce est trouvée en Australie-Occidentale.